# Maïlys Dhia Traoré
Pour les articles homonymes, voir Traoré.

a Compétitions nationales et continentales officielles uniquement.

b Matchs officiels uniquement.
Dernière mise à jour le 9 juin 2025.
Maïlys Dhia Traoré, née le 8 juillet 1995 à Saint-Affrique (Aveyron), est une joueuse internationale française de rugby à XV occupant le poste de pilier en club avec le Stade toulousain.

## Biographie
Maïlys Traoré naît le 8 juillet 1995 à Saint-Affrique dans le département de l'Aveyron en France. Elle commence la pratique du rugby à XV en 2010 au SO Millau, avant de rejoindre Toulouse pour ses études en 2013. Elle rejoint alors l'équipe de l'Avenir fonsorbais qui devient ensuite le Stade toulousain. En 2014, elle est sélectionnée en équipe de France des moins de 20 ans et en devient la capitaine.
Elle honore sa première cape internationale en équipe de France le 6 février 2016 contre l'Italie lors du Tournoi des Six Nations 2016. En 2017, elle est retenue dans le groupe pour disputer la Coupe du monde en Irlande.
En 2018, elle participe au Grand Chelem de l'équipe de France dans le Tournoi des Six Nations.[réf. nécessaire]
Le 13 mai 2018, elle dispute la finale du Championnat de France, titulaire au poste de pilier gauche, avec le Stade toulousain contre le Montpellier RC. Les Toulousaines s'inclinent 15 à 12 au Stade Albert-Domec à Carcassonne.
En novembre 2018, elle fait partie des 24 premières joueuses françaises de rugby à XV qui signent un contrat fédéral à mi-temps. Son contrat est prolongé pour la saison 2019-2020. Elle est également salariée de la structure professionnelle du Stade toulousain où elle travaille en alternance au service marketing, dans la continuité de son master de marketing digital.
Le 18 mai 2019, elle dispute de nouveau la finale du Championnat de France avec le Stade toulousain contre le Montpellier RC. Remplaçante, elle entre en cours de jeu mais les Toulousaines s'inclinent une nouvelle fois (22-13) au Stade Maurice-Trélut à Tarbes.[réf. nécessaire]
Le 27 octobre 2024, contre l'ASM Romagnat, elle devient la première joueuse de l'histoire du Stade toulousain à avoir disputé cent matchs en équipe première.

## Palmarès

### En club
- Vainqueur du Championnat de France de 2e division en 2015.
- Finaliste du Championnat de France en 2018, 2019 et 2025.
- Vainqueur de la Coupe de France en 2022 et 2024.
- Vainqueur du Championnat de France en 2022.

### En équipe nationale
- Vainqueur du Tournoi des Six Nations en 2018 (Grand Chelem).